# 多克里山
多克里山（英語：Mount Dockery），是南極洲的山峰，位於維多利亞地的彭內爾海岸，處於馬賽厄斯山以西6公里，屬於康科德山脈中埃弗雷特山脈的一部分，海拔高度1,095米，現時由南極條約體系管理。